# 탈리야 SC
탈리야 SC(아랍어: نادي الطليعة الرياضي)는 하마를 연고로 하는 시리아의 축구단이다. 현재 시리아 프리미어리그에 참가하고 있다.

## 선수 명단

### 현역
- 모하메드 알 제노(2018 ~ )